# Сперанца Редулеску
Спера́нца Редуле́ску (рум. Speranța Rădulescu, 13 лютого 1949, Бузеу — 21 січня 2022, Бухарест, Румунія) — румунська музикознавиця і антропологиня, фахівчиня з музичного фольклору.

## Життєпис
Редулеску розпочала музичну освіту в Тирговіште, потім переїхала до Бухареста, де вивчала музичну композицію в консерваторії (нині — Бухарестський національний університет музики) в Тудора Чорті та Міріам Марбе́.
Від 1973 до 1990 року працювала музикознавицею в Інституті етнографії та фольклору (наступник Архіву фольклору при Товаристві композиторів Румунії, створеного 1928 року за ініціативою Константина Бреїлою.
В 1984 захистила докторську дисертацію з музикознавства в Музичній консерваторії в Клуж-Напоці. Після 1990 року продовжила наукову діяльність у Музеї селянського мистецтва Румунії, проводила польові дослідження в різних регіонах країни.
1994 року стала співзасновницею Фонду імені Александру Цигара-Самуркаша, який підтримує дослідження в галузі етнології, пізніше була його директоркою.
Від 2005 року співпрацювала з Бухарестським національним університетом музики як доцентка.
Редулеску була членкинею Союзу композиторів та музикознавців Румунії, Французького товариства етномузикознавців та Міжнародної ради з традиційної музики.

## Робота
Інститут етнографії та фольклору в Румунії неодноразово змінював назву. У 1974—1990 роках він діяв як Інститут етнологічних та діалектологічних досліджень, відбваючи офіційну ідеологію, згідно з якою румунська селянська музика розглядалася як єдине і неподільне явище. Націоналістичний підхід обмежував глибоку диференціацію, а концепція «чистоти» музики допускалася лише у формі мікродіалектів. Дослідження цього періоду мали схожу структуру: опис музичних практик, каталогізація жанрів та детальні музичні транскрипції.
Редулеску дотримувалася незалежного дослідницького підходу, приділяючи особливу увагу ромській музичній традиції, яку вона розглядала як важливе джерело динаміки усних музичних форм. Її роботи акцентували аналіз музичних варіантів та варіацій, вивчення музики в контексті її природного розвитку, а також позитивний та осмислений підхід до її поширення.
Вона провела поглиблені дослідження лаутарської музики, зосередившись на традиціях, які виконують професійні циганські музики. У своїх працях вивчала структуру, стиль та імпровізаційні прийоми, характерні для цього жанру, а також механізми передання музичних знань у ромських громадах. Неодноразово фіксувала рідкісні чи забуті румунські народні мелодії, наголошуючи, що лаутари відіграли важливу роль у збереженні румунської музичної традиції.
Сприяла міжнародному визнанню румунських лаутарів, серед яких тараф з Клежань (пізніше здобув популярність як Тараф де Гайдукс) і духовий оркестр із Молдови Fanfara Zece Prăjini.
Редулеску зробила внесок у вивчення музичної імпровізації, орнаментації та модальних структур румунської народної музики, а також аналізувала взаємодію усних та писемних музичних традицій.
Разом із Маргарет Байсінґер та Анкою Джуркеску досліджувала естетику манеле.
Критикувала офіційний фольклор у соціалістичній Румунії, описуючи його як: «створений за образом і подобою нашого суспільства: спланований з „центру“, ідеологічно конформістський, безнадійно оптимістичний, галасливий, штучний та фальшивий».
У період від 1988 до 2019 року організувала десятки гастролів із концертами традиційної музики у Швейцарії, Франції, Великій Британії, Італії, Бельгії, Нідерландах, Німеччині, Австрії, Греції, Іспанії та Люксембурзі. Серед значущих виступів — концерти в театрі Ла Феніче (Венеція, 1997, 1998), театрі де ля Віль, театрі Віллетт та Будинку культур світу (Париж, 1988—2019), а також у Віденському університеті музики й виконавського мистецтва.
Авторка розділів «Традиційна музика. Загальний огляд» та «Традиційна музика. Циганська музика» у статті «Румунія» для Музичного словника Грова. Також написала чотири статті для Bloomsbury Encyclopedia of Popular Music of the World: «Дойна», «Маня/Манеле», «Лаутарська музика» та «Народна музика (Румунія)».

## Наукова дискографія
Редулеску проводила польові дослідження, фіксуючи виконання традиційних музикантів з різних регіонів Румунії, що сприяло збереженню зникомих музичних стилів і репертуарів. Багато з цих записів видано на лейблі Electrecord.
Також співпрацювала зі Смітсонівським інститутом і брала участь у підготовці антології румунської музики, включаючи альбом «Romania: Music from the Maramureş Region», випущений лейблом Smithsonian Folkways. Цей альбом входить до колекції традиційної музики ЮНЕСКО.
Редулеску — авторка низки записів традиційної румунської музики. Серед найбільш значущих:
- Підготовка та опублікування відредагованих записів Константина Бреїлою (спільно з Лораном Обером),[12]
- 1982—1984 — 6 платівок у серії Document (Taraful Tradițional Românesc, у співпраці з Кармен Бетя). Записи традиційних румунських тарафів супроводжуються поясненнями англійською, французькою та румунською мовами.[13]
- Серія Ethnophonie - 30 компакт-дисків з лаутарською музикою (спільно з Костіном Мойсілом і Флоріном Йорданом).[14][15]
  - Перші 10 дисків здобули премію Coup de coeur Академії Шарля Кро (2005).[16]
  - 12-й диск відзначено премією Schallplattenkritik[de] (2007).[16]
- 17 компакт-дисків з традиційною румунською музикою, виданих у Франції, Швейцарії, США та Німеччині.[2]

## Вибрані публікації
- Speranța Rădulescu. Taraful şi acompaniamentul armonic în muzica de joc. — București : Editura Muzicală, 1984. — (Colecția națională de folclor)
- Speranța Rădulescu. Gypsy Music versus the Music of Others // Martor (The Museum of the Romanian Peasant Anthropology Journal). — București, 1996. — Vol. 1 (13 April). — P. 134—145.
- Speranța Rădulescu. Traditional Musics and Ethnomusicology: Under Political Pressure: The Romanian Case // Anthropology Today. — Royal Anthropological Institute of Great Britain and Ireland, 1997. — Vol. 13, no. 6 (12). — P. 8—12.
- Jacques Bouët, Bernard Lortat-Jacob, Speranța Rădulescu. À tue-tête: Chant et violon au Pays de l’Oach, Roumanie. — Nanterre : Société d’Ethnologie, 2002. — ISBN 978-2901161660.
- Jacques Bouët, Bernard Lortat-Jacob, Speranţa Rădulescu. Din răsputeri. Glasuri şi cetere din Ţara Oaşului. — București : Institutul Cultural Român, 2006. — ISBN 978-973-577-499-8.
- Speranța Rădulescu. Un repère durable: Constantin Brailoiu (1893-1958) / Laurent Aubert // Mémoire vive. Hommages à Constantin Brăiloiu. — Gollion/Genève : Infolio/Musée d'ethnographie de Genève, 2009. — 13 avril. — ISBN 978-2-88474-232-0.
- Anca Giurchescu, Speranţa Rădulescu. Music, Dance, and Behaviour in a New Form of Expressive Culture: The Romanian Manea // Yearbook for Traditional Music. — 2011. — Vol. 43 (13 April). — P. 1—36.
- Speranţa Rădulescu. Taifasuri despre muzica ţigănească. — Paideia, 2015. — ISBN 978-606-748-073-3.

- Manele in Romania: Cultural Expression and Social Meaning in Balkan Popular Music / Margaret H. Beissinger, Speranța Rădulescu, Anca Giurchescu. — Lanham : Rowman & Littlefield, 2016. — (Europea: Ethnomusicologies and Modernities) — ISBN 978-1-4422-6708-4.
- Speranța Rădulescu. Regards sur la musique en Roumanie au XXe siècle. Musiciens, musiques, institutions. — Paris : Editions L'Harmattan, 2021. — ISBN 978-2-343-23193-8.
- Speranța Rădulescu. Peisaje muzicale în România secolului XX. — 2 ed. — București : Editura Universității Naționale de Muzică București, 2022. — ISBN 978-606-659-137-9.